# Cimetière militaire allemand de Dompierre
Le Cimetière militaire allemand de Dompierre est un cimetière militaire de la Première Guerre mondiale situé sur le territoire de la commune de Dompierre dans le département de l'Oise.

## Historique
Ce cimetière a été créé le 30 juin 1916, à l'arrière du front, par les Français. Soldats français ou allemands, blessés au cours des combats étaient évacués vers l'arrière et ceux qui succombaient furent inhumés dans ce cimetière qui fut agrandi en 1919. Les dépouilles des soldats français furent exhumées en 1921 et ré-inhumées dans la nécropole nationale voisine. D'autres corps de soldats allemands ont été transférés dans d'autres cimetières de l'Oise ou de la Somme.

## Galerie de photos

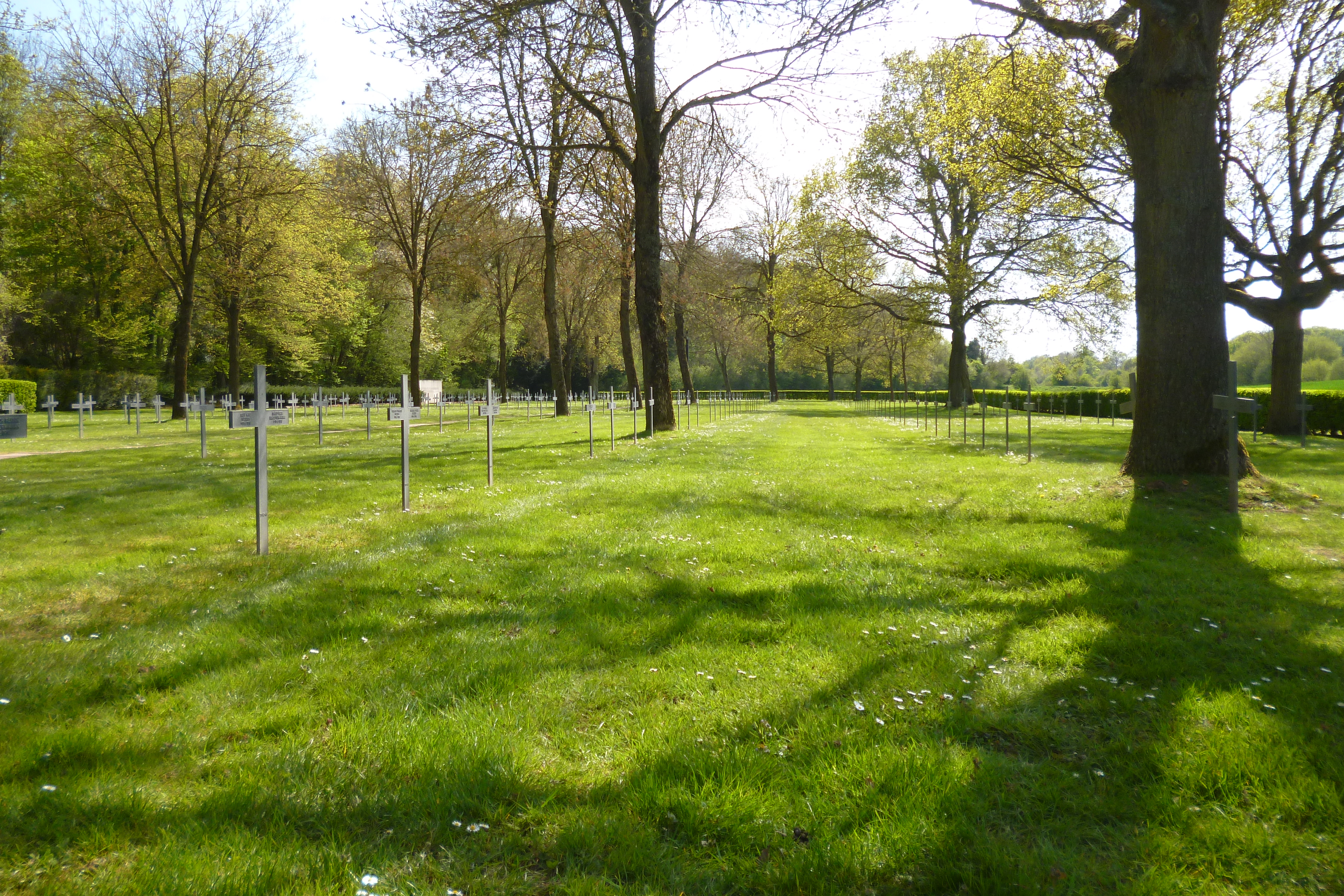
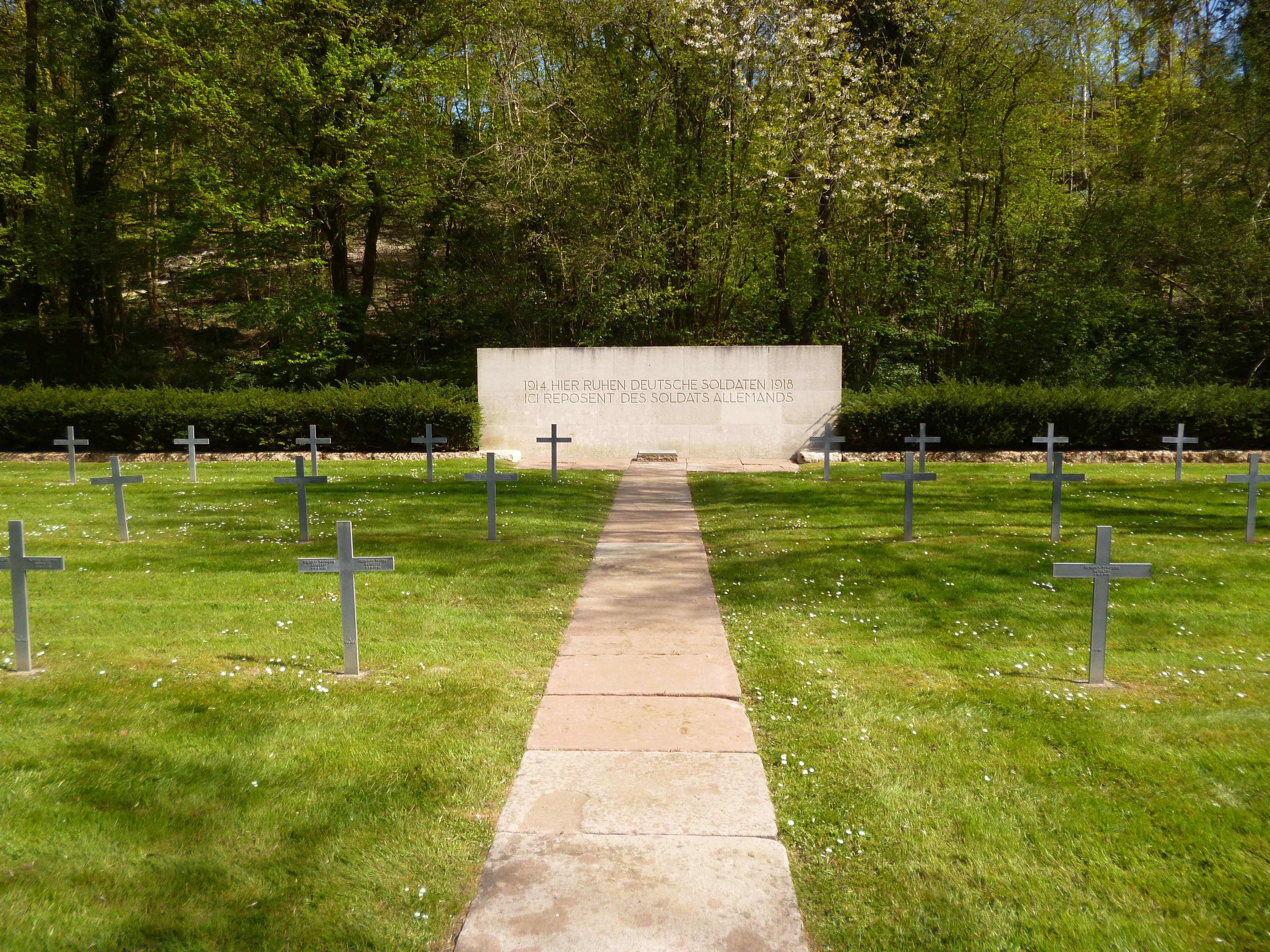
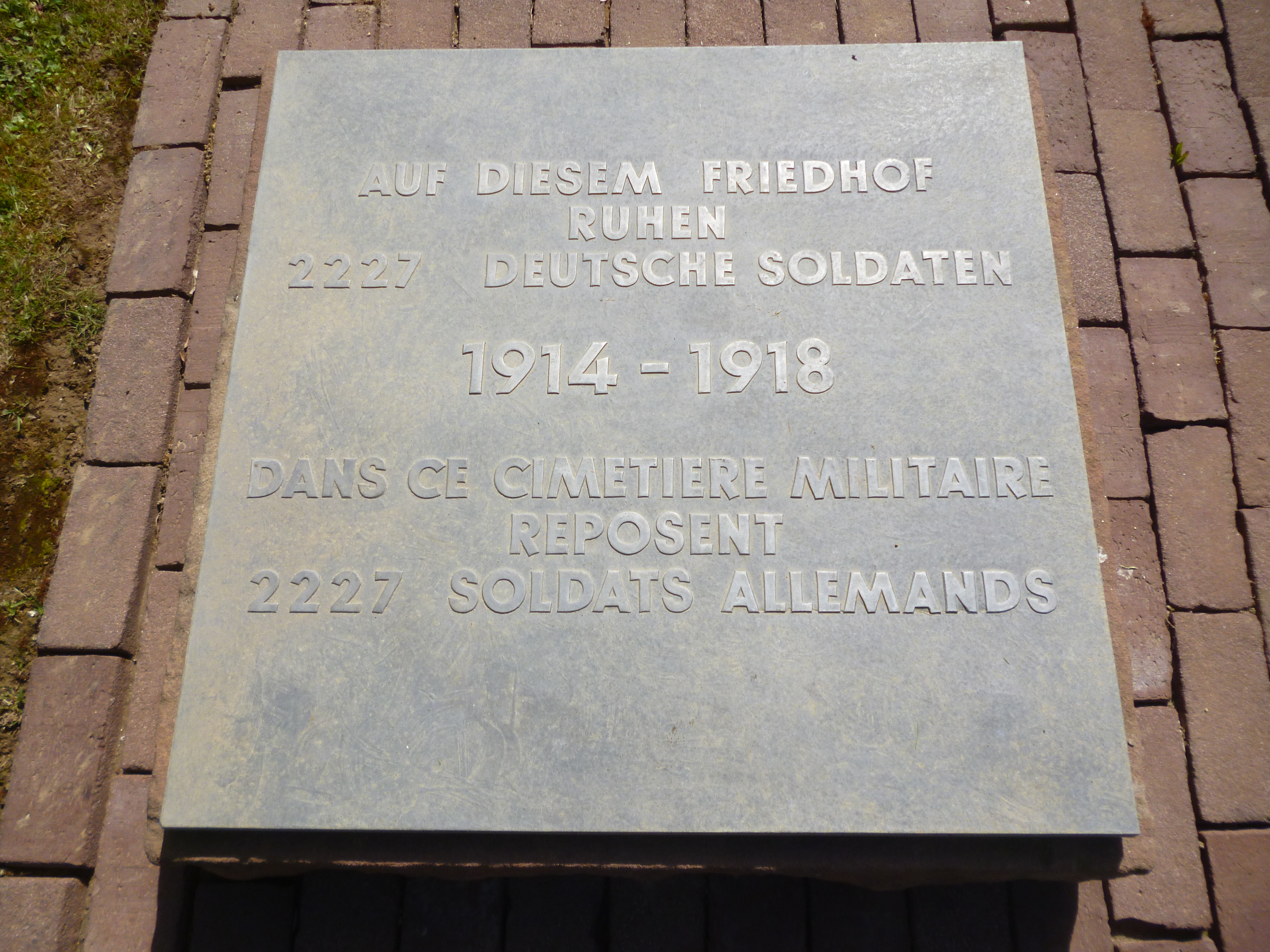

## Caractéristiques
2 227 soldats allemands reposent dans ce cimetière, situé à 750 mètres de la nécropole nationale de Dompierre. 1 649 soldats reposent dans des tombes individuelles matérialisées par des croix en métal, 567 reposent dans un ossuaire, parmi eux, 13 ont été identifiés à ce jour. La plupart des soldats inhumés sont tombés au cours de la bataille de la Somme mais aussi et surtout, au cours des batailles de 1918.